# Štrba
Štrba je selo u okrugu Poprad, Prešovskom kraju u sjevernoj Slovačkoj. Nalazi se u Podtatranskoj kotlini, koja razdvaja Visoke Tatre i Niske Tatre na europskoj kontinentalnoj razdjelnici između Baltičkog i Crnog mora. Smješteno je oko 16 km zapadno od grada Poprada.

## Etimologija
Slovački Štrba, Štrbina znači usko mjesto (procjep, prorez itd.). Ime je vjerojatno povezano sa starim trgovačkim putem između Liptova i Spiša. Mađarsko (1321. Csorba/Chorba) i njemačko ime (1431. Tschirban) potječu iz slovačkog.

## Povijest
U povijesnim zapisima Štrba se prvi put spominje 1280. godine kao srednjovjekovno selo u Kraljevini Ugarskoj. Selo posjeduje zemlju oko planinskog ledenjačkog jezera, današnjeg odmarališta, Štrbské pleso, kojemu je dalo ime. Mještani su krajem 19. stoljeća počeli profitirati od izgradnje objekata Visokih Tatra.

## Zemljopis
Općina se nalazi na nadmorskoj visini od 829 metara i zauzima površinu od 43.463 km². Broji 3.653 stanovnika. U zabačenoj varoši Tatranská Štrba smješten je željeznički kolodvor Štrba, kraj željezničke pruge Štrbské Pleso–Štrba u dolini i stajalište na jednoj od najvažnijih slovačkih željeznica. Selu također pripada i planinski resort Štrbské Pleso.

## Stanovništvo
| Godina:     | 1994. | 2004.   | 2014.   | 2024.   |
| ----------- | ----- | ------- | ------- | ------- |
| Broj ljudi: | 3844  | 3653    | 3543    | 3337    |
| Razlika:    |       | −4,96 % | −3,01 % | −5,81 % |

| Godina:     | 2023. | 2024.   |
| ----------- | ----- | ------- |
| Broj ljudi: | 3352  | 3337    |
| Razlika:    |       | −0,44 % |

## Vanjske poveznice
- Općinska web stranica  Arhivirana inačica izvorne stranice od 4. ožujka 2016. (Wayback Machine)